# Galina Gorokhova
Galina Yevgenyevna Gorokhova,  (en russe : Галина Евгеньевна Горохова) est une escrimeuse d'U.R.S.S.. Elle pratique le fleuret.

## Palmarès
- Championnats du monde
  -  Médaille d'or en individuel aux championnats du monde de 1965 et 1970
  -  Médaille d'or par équipes aux championnats du monde de 1961, 1963, 1965, 1966, 1970 et 1971
  -  Médaille d'argent en individuel aux championnats du monde de 1958, 1959 et 1962
  -  Médaille d'argent par équipes aux championnats du monde de 1962, 1967 et 1969
  -  Médaille de bronze en individuel aux championnats du monde de 1966

- Jeux olympiques
  -  Médaille d'or par équipes aux Jeux olympiques d'été de 1960, 1968 et 1972
  -  Médaille d'argent par équipes aux Jeux olympiques d'été de1964[1]
  -  Médaille de bronze en individuel aux Jeux olympiques d'été de 1972 à Munich[1]